# Nyvallen-Rännberg
Nyvallen-Rännberg är ett naturreservat i Åre kommun i Jämtlands län.
Området är naturskyddat sedan 2007 och är 300 hektar stort. Reservatet består av gammal granskog och våtmark med några bäckar, myrar och den lilla sjön Nyvalltjärnen